# Santa Coloma de Farners (kommunhuvudort)
Santa Coloma de Farners är en kommunhuvudort i Spanien.   Den ligger i provinsen Província de Girona och regionen Katalonien, i den östra delen av landet, 600 km öster om huvudstaden Madrid. Santa Coloma de Farners ligger 158 meter över havet och antalet invånare är 11 739.
Terrängen runt Santa Coloma de Farners är kuperad västerut, men österut är den platt. Runt Santa Coloma de Farners är det ganska tätbefolkat, med 75 invånare per kvadratkilometer. Närmaste större samhälle är Girona, 18,4 km nordost om Santa Coloma de Farners. 